# Georg von Siemens

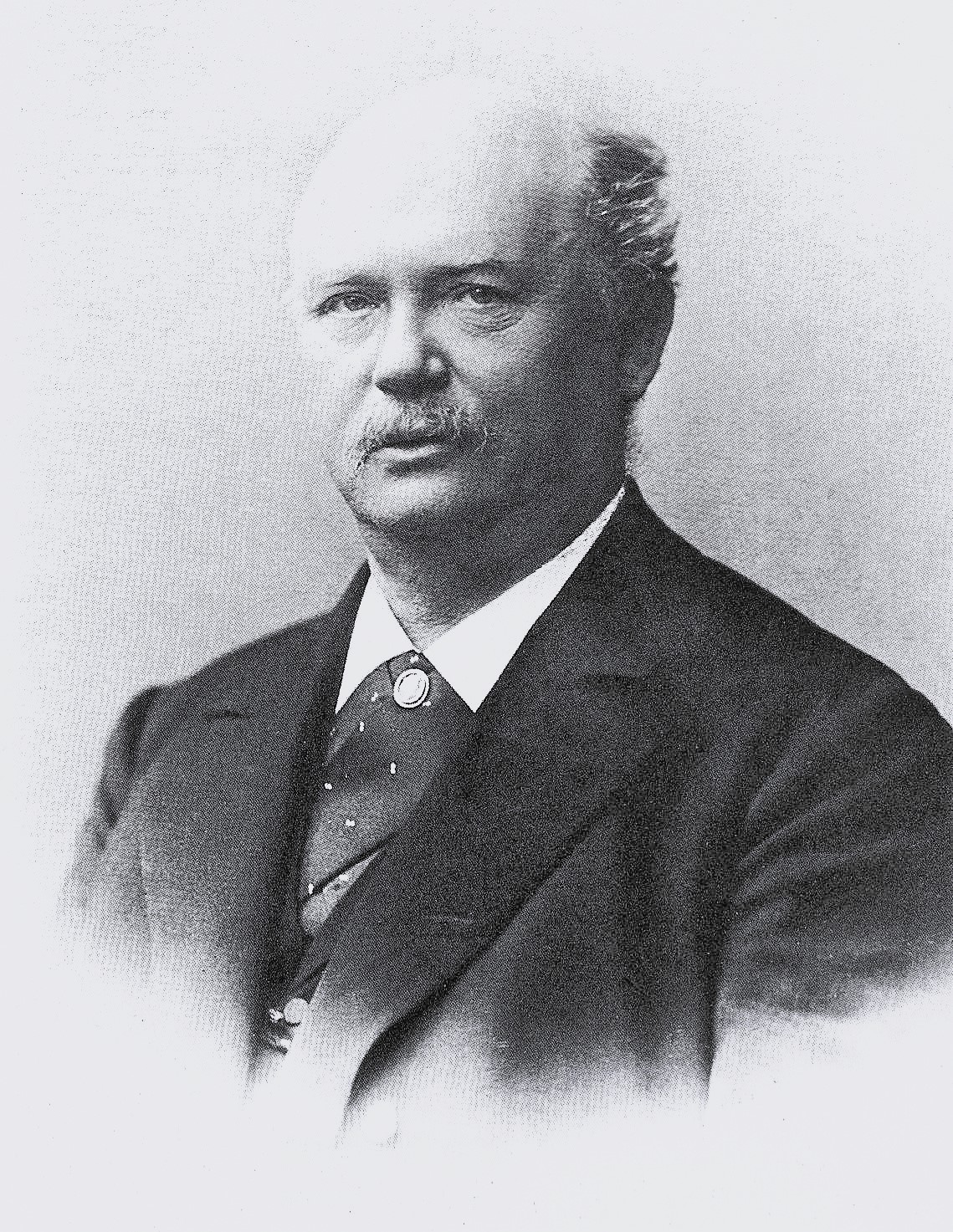
Georg von Siemens

Johann Georg Siemens, ab 1899 von Siemens, (* 21. Oktober 1839 in Torgau; † 23. Oktober 1901 in Berlin) war ein deutscher Bankier und Politiker aus der Familie Siemens.

## Leben

### Herkunft, früher Werdegang
Georg von Siemens entstammte dem alten Goslarer Stadtgeschlecht Siemens (1384 urkundlich erwähnt); er war ein Neffe zweiten Grades der Erfinder und Industriellen Werner, Wilhelm und Carl (von) Siemens. Sein Vater, der Berliner Justizrat Johann Georg Siemens, stellte 1847 einen erheblichen Teil des Gründungskapitals der Firma Siemens & Halske bereit, aus welcher sich später die Siemens AG entwickelte. Seine Mutter war Marie von Sperl (1819–1902).
Georg Siemens studierte 1858/59 Jura in Heidelberg und arbeitete danach zunächst als Assessor am Landgericht Aachen. Ab 1866 übernahm er verschiedene Aufträge für die Firma Siemens & Halske; u. a. reiste er 1868/69 nach Persien, um die Verhandlungen mit der persischen Regierung über den Bau und Betrieb der Indo-Europäischen Telegrafenlinie abzuschließen.

### Deutsche Bank
1870 wurde Siemens auf Initiative Adelbert Delbrücks zu einem der Gründungsdirektoren der Deutschen Bank bestellt, als deren Vorstandssprecher er bis 1900 fungierte. In dieser Zeit entwickelte sich die Deutsche Bank zu einer der bedeutendsten Großbanken Deutschlands. Ursprünglich etabliert um die Finanzierung des deutschen Außenhandels zu erleichtern, hielt sich die Bank vom Boom-Bust-Emissionsgeschäft der Gründerzeit fern. Nach dem Gründerkrach erwarb sie dann eine zentrale Stellung, u. a. durch Übernahme der angeschlagenen Deutschen Union-Bank und des Berliner Bankvereins. Ferner bemühte sich die Deutsche Bank auf Anregung Siemens’ und Hermann Wallichs als erste Großbank um Depositen, welche die finanziellen Mittel der Bank über das Eigenkapital hinaus erweiterten.

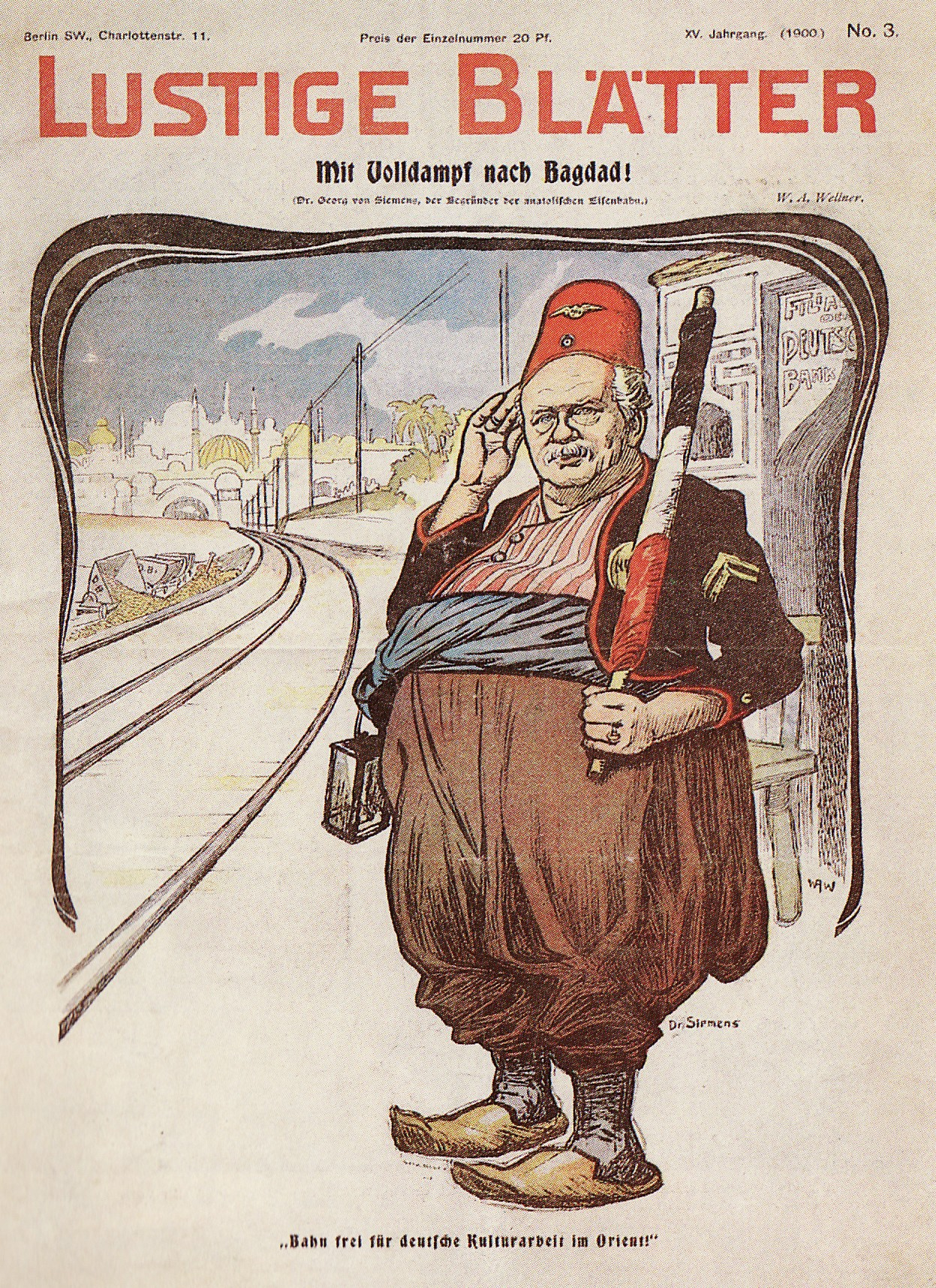
Georg von Siemens als Bahnwärter der Bagdadbahn: Karikatur der Lustigen Blätter von 1900

Ab den 1880er Jahren betrieb die Deutsche Bank unter Siemens’ Federführung die Finanzierung von Industrieunternehmen wie der AEG Emil Rathenaus, Mannesmann, Bayer und der BASF. 1897 organisierte Georg Siemens die Umwandlung von Siemens & Halske – das Unternehmen wurde zu diesem Zeitpunkt von seinen Vettern (zweiten Grades) Arnold und Wilhelm geleitet – in eine Aktiengesellschaft, um seine Kapitalbasis zu stärken. Ein anderer Schwerpunkt seiner Arbeit war die Finanzierung des internationalen Eisenbahnbaus, unter anderem im Osmanischen Reich (Bagdadbahn) und in den Vereinigten Staaten von Amerika (Northern Pacific Railway).
Siemens kam innerhalb des Vorstandes der Deutschen Bank die Rolle des – ursprünglich fachfremden – „Dynamiker[s] [zu], der große Projekte konzipierte, vor Ideen sprühte und rasch zupacken konnte“. Sein Vorstandskollege Wallich charakterisierte ihn wie folgt:

„[Siemens] … suchte von mir zu lernen und übertraf bald seinen Lehrmeister. Ich erkannte sofort seine hohe Begabung, und wenn ich auch mancherlei Strauß mit ihm auszufechten hatte (er erschreckte mich schon damals durch seinen kühnen Tatendurst), so blieben wir uns doch gegenseitig gut, und ich gab in vielen Fällen nach, einem inneren Gefühl folgend, daß er für die Zukunft der Bank unentbehrlich sein würde.“

### Politisches Engagement

Berliner Villa von Georg von Siemens

Von 1874 an war Siemens wiederholt Mitglied des Preußischen Abgeordnetenhauses und des Reichstages, zunächst als Nationalliberaler und später – nach der Spaltung der Nationalliberalen – als Angehöriger der 1884 von Eugen Richter und Franz von Stauffenberg gegründeten linksliberalen Deutschen Freisinnigen Partei. 1901 war Siemens als Nachfolger Johannes von Miquels für das Amt des preußischen Finanzministers im Gespräch, die Verschlechterung von Siemens’ Gesundheitszustand – Folge einer Krebserkrankung – vereitelte jedoch die Ernennung.

### Familie, Privates
Georg Siemens heiratete 1872 Elise Görz (1850–1938), eine Tochter des hessischen Juristen und liberalen Politikers Joseph Görz. Gemeinsam hatten sie sechs Töchter, wo von die mittlere Tochter Toni nach sehr Lebensjahren verstarb. Ihre erste Tochter Elisabeth heiratete den Physiker Ferdinand Kurlbaum, ihre zweite Tochter Marie den Archäologen und Museumsdirektor Theodor Wiegand, ihre dritte Tochter Sophie Charlotte den Archäologen Hans Schrader und ihre fünfte Tochter Annette zunächst den Offizier und Diplomaten Hans Freiherr von Müffling, sonst Weiß genannt (1878–1914), dann den Volkswirt, Bankier und Politiker Karl Helfferich. Helfferich ist der Autor einer dreibändigen Biographie über Georg von Siemens. 1899 wurde Georg Siemens in den preußischen Adelsstand erhoben.

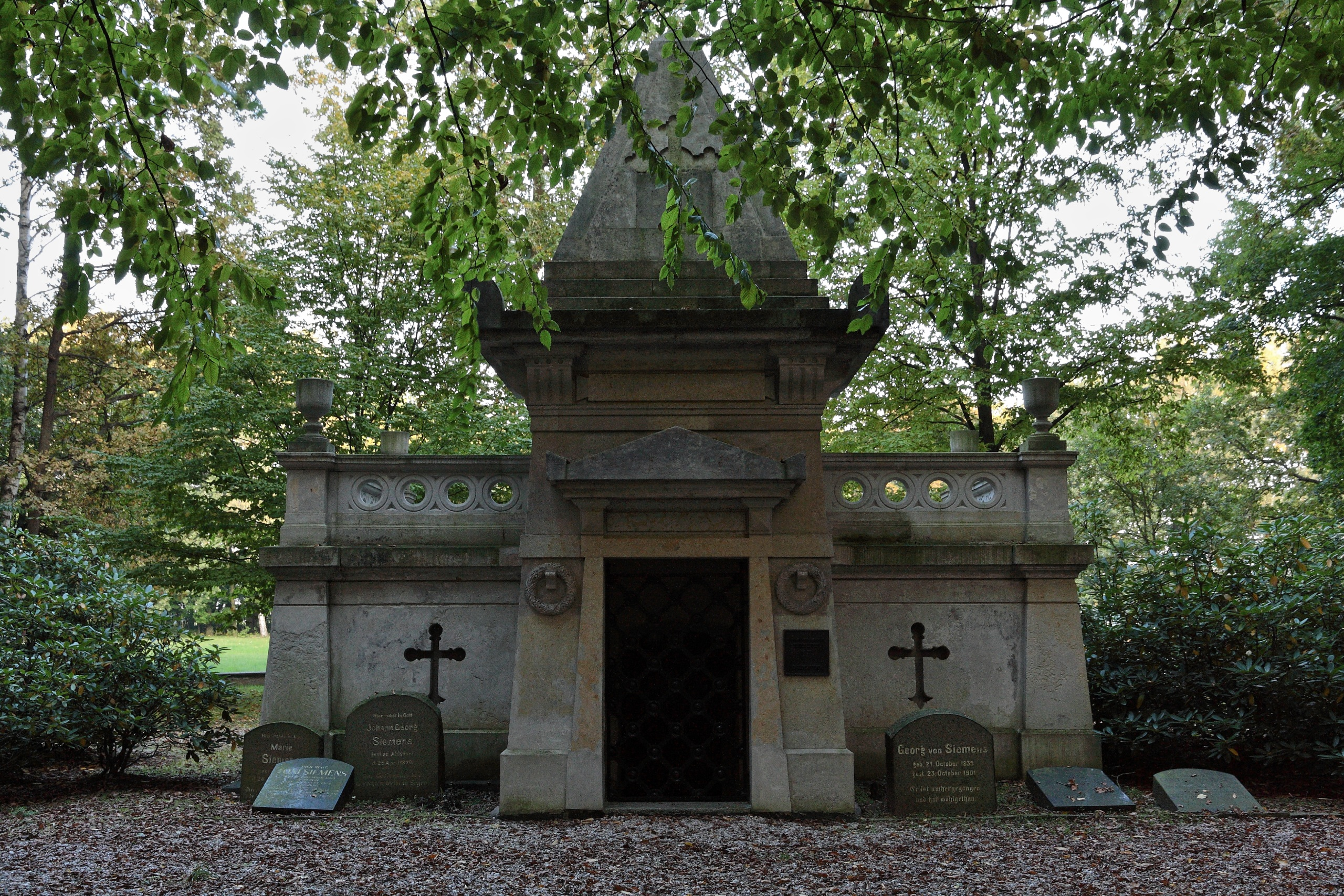
Siemensgruft im Park Ahlsdorf

Die Grabstätte von Georg von Siemens befindet sich in der Siemensgruft im Park von Schloss Ahlsdorf im Landkreis Elbe-Elster in Brandenburg.